# Romeo Niram
Romeo Niram (n. 1974) es un pintor judío que vive y trabaja en España. Además de su actividad artística, es el fundador de tres publicaciones de cultura y de arte  en Portugal y en España. Es el iniciador de varios proyectos de cooperación cultural y artística entre Israel, España y Portugal.

## Actividad artística
Entre sus ciclos de pinturas más importantes, destacan “Ensayo sobre la Lucidez” (sobre grandes personalidades portuguesas), “Brancusi E=mc2”  y "Diario - Mircea Eliade -Ensayo".
En 2008, su obra fue presentada en la conferencia “Mircea Eliade, Religión y Vida, Pasión y Paz en la pintura de Romeo Niram”, dada por la crítica de arte Profª  Begoña Fernández Cabaleiro, en el Congreso Internacional “Imagen y Apariencia”, Universidad de Murcia. 
La serie “Brancusi E=mc2” representa un acercamiento entre Constantin Brancusi y Albert Einstein). El pintor trata de identificar varias semejanzas en dos áreas muy distintos, física y escultura, entre la cosmología de Einstein y la intuición artística de Constantin Brancusi. Niram juega con algunos conceptos que pueden resultar de difícil comprensión para el espectador poco familiarizado con el mundo de la física como por ejemplo: la teoría de relatividad de Einstein, la definición de la forma del universo, la ecuación de Einstein de la creación del universo y el principio matemático de holograma.  
En 2009, Romeo Niram es invitado a formar parte de los Reales Tercios de España como teniente, siendo el primer extranjero a formar parte de esta institución. A la invitación del General Jefe de los Reales Tercios de España, Manuel Fuentes Cabrera, Romeo Niram realiza el Retrato de los Príncipes de Asturias, cuadro intitulado "La Puerta de Beso de Asturias". El marco es una copia de la célebre escultura "El Beso" de Constantin Brancusi, realizado por otro artista, Bogdan Ater. El cuadro combina elementos de Salvador Dalí, Leonardo da Vinci y Constantin Brancusi y fue ofrecido y recibido por sus Altezas Reales, los Príncipes de Asturias en el Palacio de la Zarzuela.
En septiembre del 2009, Romeo Niram es condecorado por los Reales Tercios de España.
En 2009, Romeo Niram recibe el Premio MAC 2009 Divulgación Cultural.
En 2010, vuelve a ser distinguido por el Movimiento de Arte Contemporáneo de Portugal.
En 2010, recibe el Trofeo Gala de las Celebridades Archivado el 19 de octubre de 2016 en Wayback Machine., ofrecido por el Gobierno de Rumanía y la Televisión Nacional, en Madrid, junto con otras personalidades españolas y rumanas, como: el filósofo Fernando Savater, el cantante Julio Iglesias, Iker Casillas.
En 2011, recibe el Premio MAC 2011, por el Movimiento de Arte Contemporáneo de Portugal, por apoyo a los artistas portugueses.
En 2013, recibe el Premio Yakir HaShevet, otorgado por La Soberana Orden Militar y Hospitalaria de San Juan de Jerusalén, más conocida como La Orden de Malta, en Tibérias, Israel, premio ofrecido a los artistas y personalidades judías que más destacaron durante el año pasado,  por su contribución al desenvolvimiento de las relaciones culturales bilaterales entre Israel y Rumanía.
Críticas y comentarios sobre su obra fueron publicados en más de 200 revistas y periódicos de España, Israel, Portugal, Alemania, Australia, Rumanía, Canadá etc.

## Actividad de promoción cultural y artística
En 2004, fundó el primero periódico cultural bilingüe de Portugal: Diáspora.
En 2005, fundó la publicación la revista de arte Niram Art, publicación en 4 idiomas (español, portugués, inglés y rumano).
En 2007, la revista Niram Art recibió el Premio para la mejor publicación de arte de Portugal, otorgado por el Movimiento de Arte Contemporáneo de Lisboa.
En 2009, se inauguró en Madrid el primer Espacio Niram, local de ambiente artístico donde se han organizado decenas de eventos culturales: exposiciones de arte, presentaciones de libros, encuentros inter-académicos, teatrales, conferencias de prensa, conciertos,  con la participación de escritores, artistas, periodistas, académicos de varios países. 
En 2010 fundó la Editorial Niram Art Archivado el 12 de enero de 2012 en Wayback Machine., inaugurando también los Premios Niram Art, ofrecidos por la Revista Niram Art y la Editorial Niram Art para méritos especiales en Pintura, Escultura, Fotografía, Poesía, Novela, Teatro y Promoción Cultural. Los premiados son artistas, escritores, promotores culturales de España, Israel, Armenia, México, Rumanía. Entre los galardonados con los Premios Culturales ofrecidos por la Editorial Niram Art, destacan el ministro de Cultura de España, el poeta César Antonio Molina, quien recibió el Gran Premio Niram Art, Trofeo Tristan Tzara; el famoso escritor francés Michel Houellebecq, premiado con el Gran Premio Niram Art Trofeo Mihail Sebastián;   Emil Constantinescu, presidente de Rumanía (1996-2000), quien recibió el Gran Premio Niram Art, Trofeo Ambroise Vollard, el artista plástico armenio Onik Sahakian (amigo y discípulo de Salvador Dalí).
En 2014, la editorial Niram Art lanza un proyecto de edición de libros académicos, “Vida Universitaria”, que reúne a profesores universitarios de varios países (España, Rumanía, Chile, México, Costa Rica, etc.), en colaboración con otras instituciones culturales españoles.